# گرمناب (خداآفرین)
۳۸°۵۶′۱۹″ شمالی ۴۶°۴۷′۵۵″ شرقی / ۳۸٫۹۳۸۶۱°شمالی ۴۶٫۷۹۸۶۱°شرقی
گرمناب یکی از روستاهای استان آذربایجان شرقی است که در دهستان منجوان غربی بخش منجوان شهرستان خداآفرین واقع شده‌است. در اوایل قرن بیستم ساکنین روستا ارمنی بودند که تدریجاً به تبریز یا ارمنستان مهاجرت کردند. در زمان رضا شاه یکی از خوانین ایل محمد خانلو، به نام رضاقلی خان، مالکیت روستا را بدست آورد. در بحبوحهٔ جنگ جهانی دوم روستا توسط شیعیان و پیروان اهل حق دوباره آباد شد. بر این اساس اسدالله خان محمد خانلو، در مصاحبه‌ای در سال ۱۳۴۲، اهالی گرمناب را از اعضای ایل محمد خانلو بشمار آورده است.
در اواخر دهه ۹۰ میلادی گرمناب کاملاً تخلیه شد. از سال ۲۰۰۵ تعدادی از ساکنین قبلی، که به تهران مهاجرت کرده بودند، برگشته و در مراتع نزدیک محل ده سابق خانه‌های مدرن ساختند. این افراد تابستان را در روستا می‌گذرانند، و زمستانها به تهران بر میگردنند.
زیارتگاه بابا سیف الدین، در نزدیکی گرمناب، تا قبل از تخلیه کامل روستا مورد توجه اهالی، چه شیعه و چه اهل حق، قرار داشت. مردم در محیط سر سبز گوسفندی قربانی را کباب کرده و هنگام ترک محل از درختان داغداغان ریسمان‌های رنگی آویزان می‌کردند. این درخت در فرهنگ مردم مقدس و محترم است.

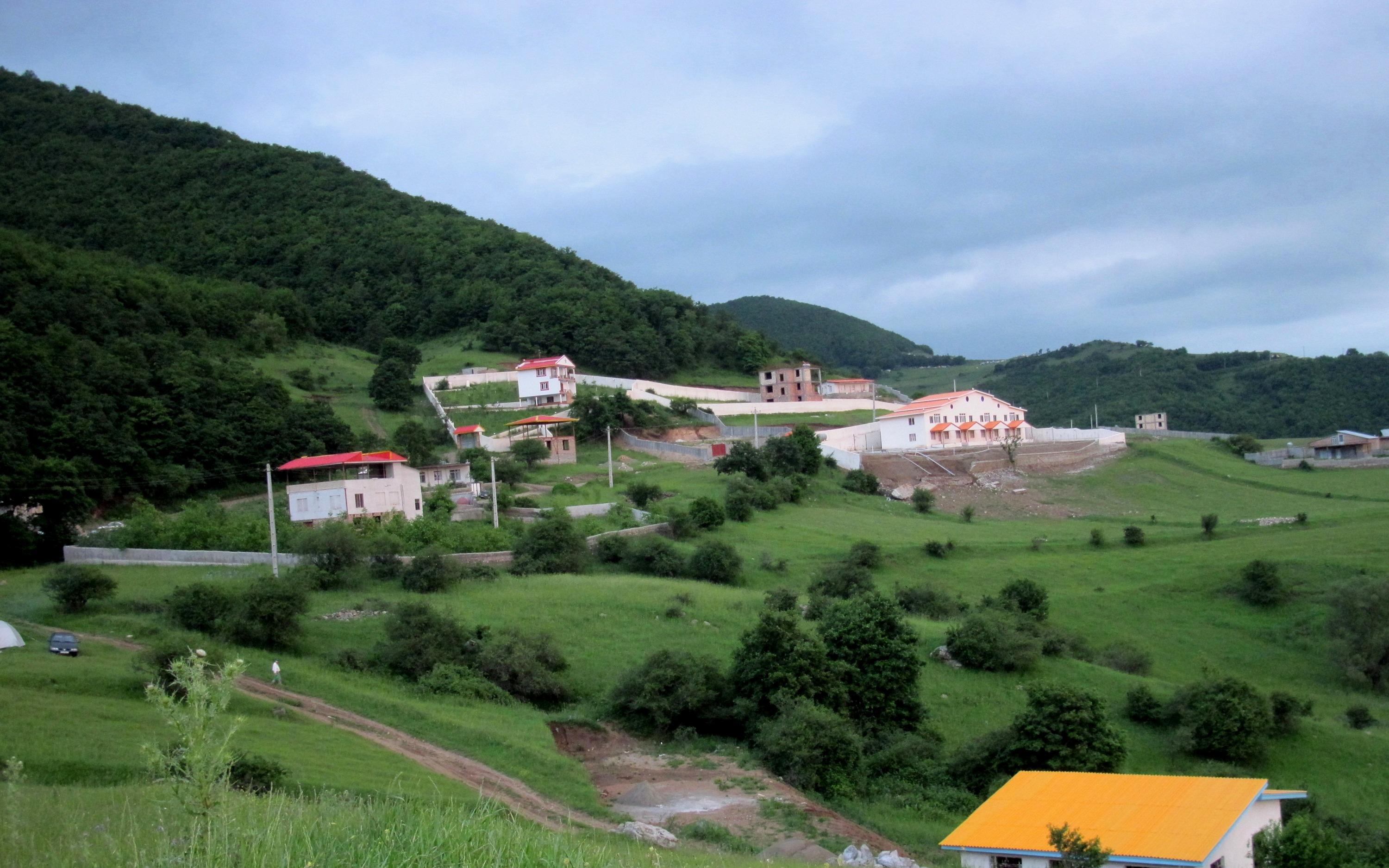
گرمناب دوباره آباد می‌شود.
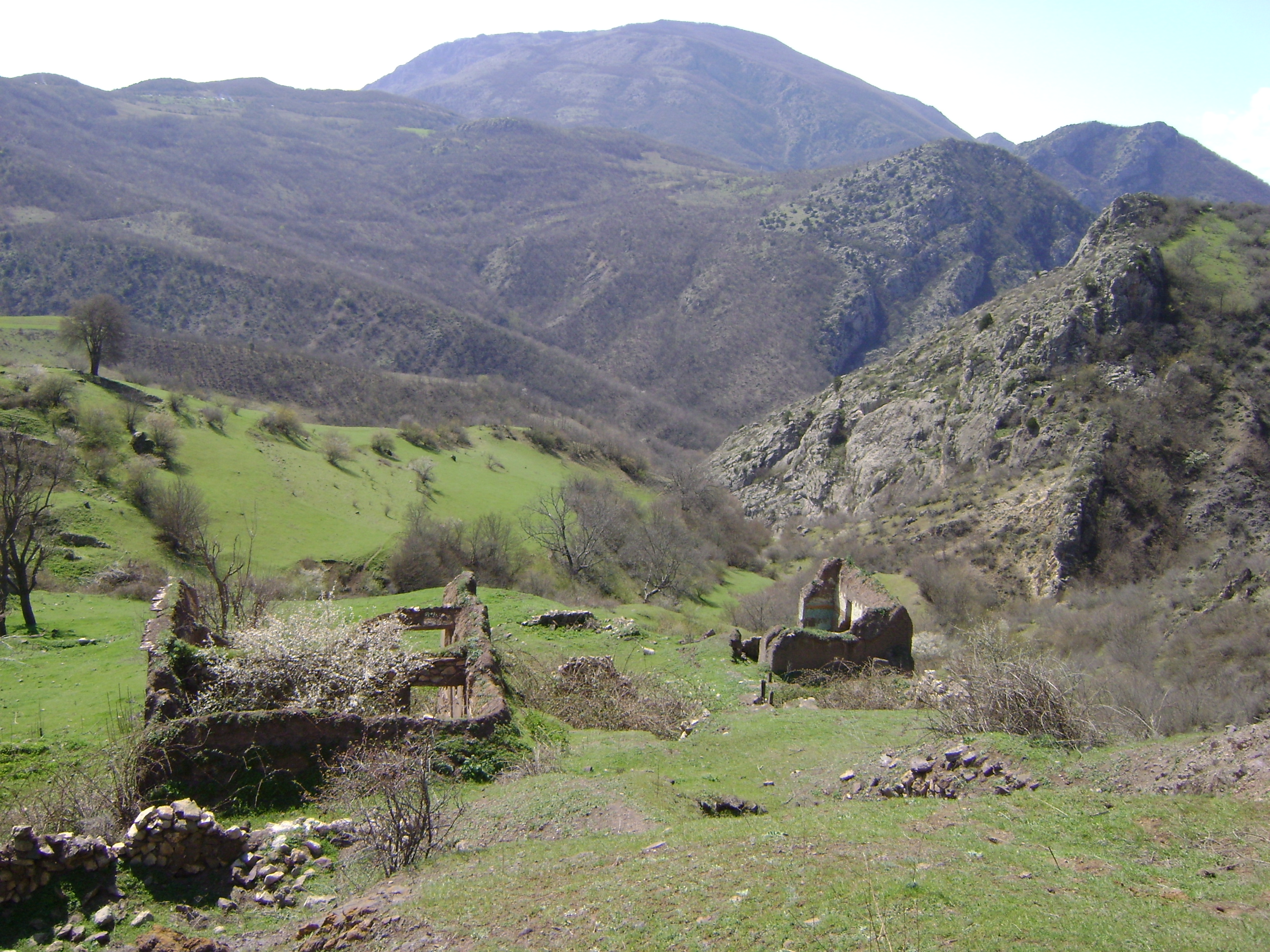
گرمناب مثالی است از روستاهایی که تا اواخر دهه ۹۰ قرن بیستم کاملاً تخلیه شدند.
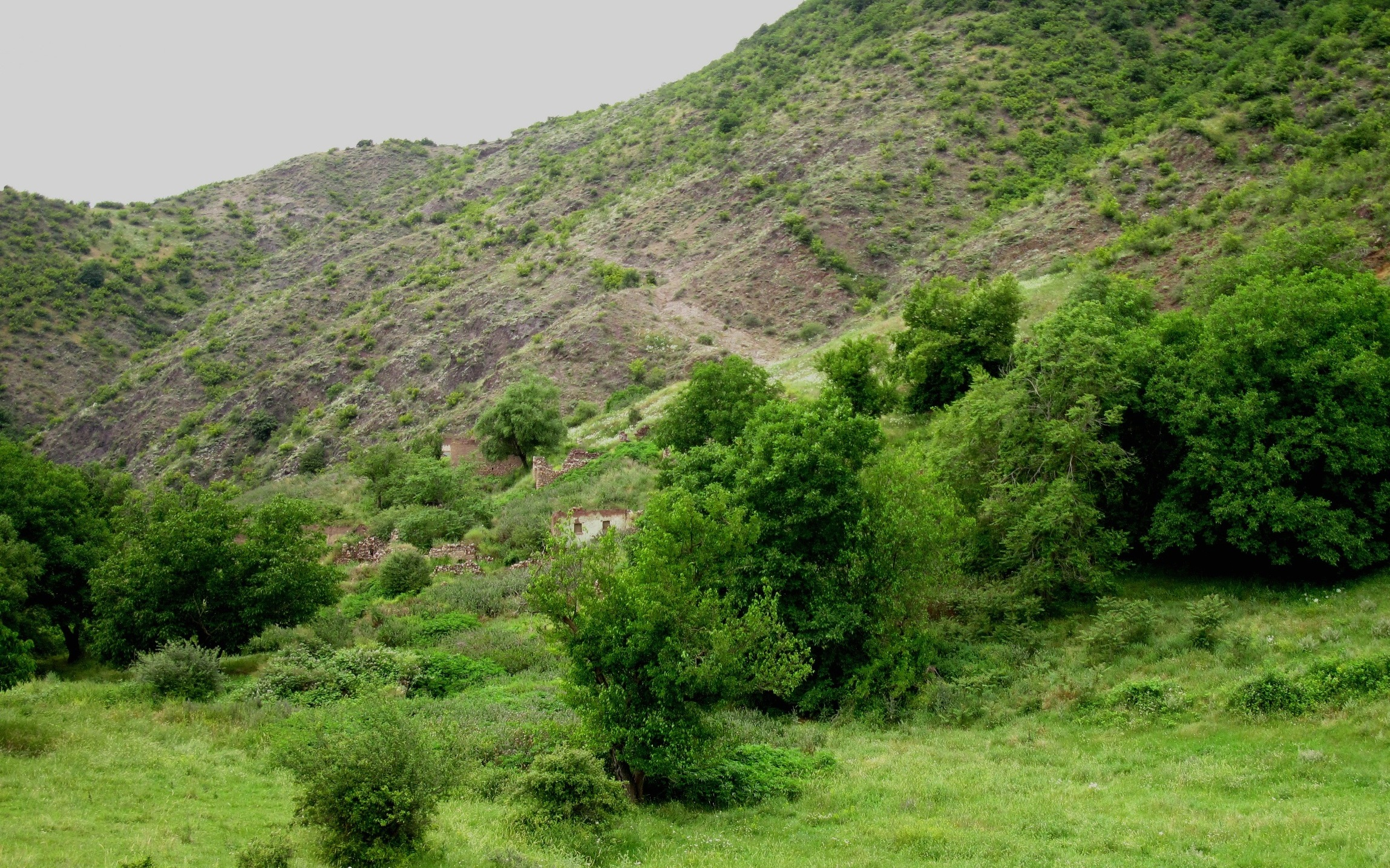
گرمناب.
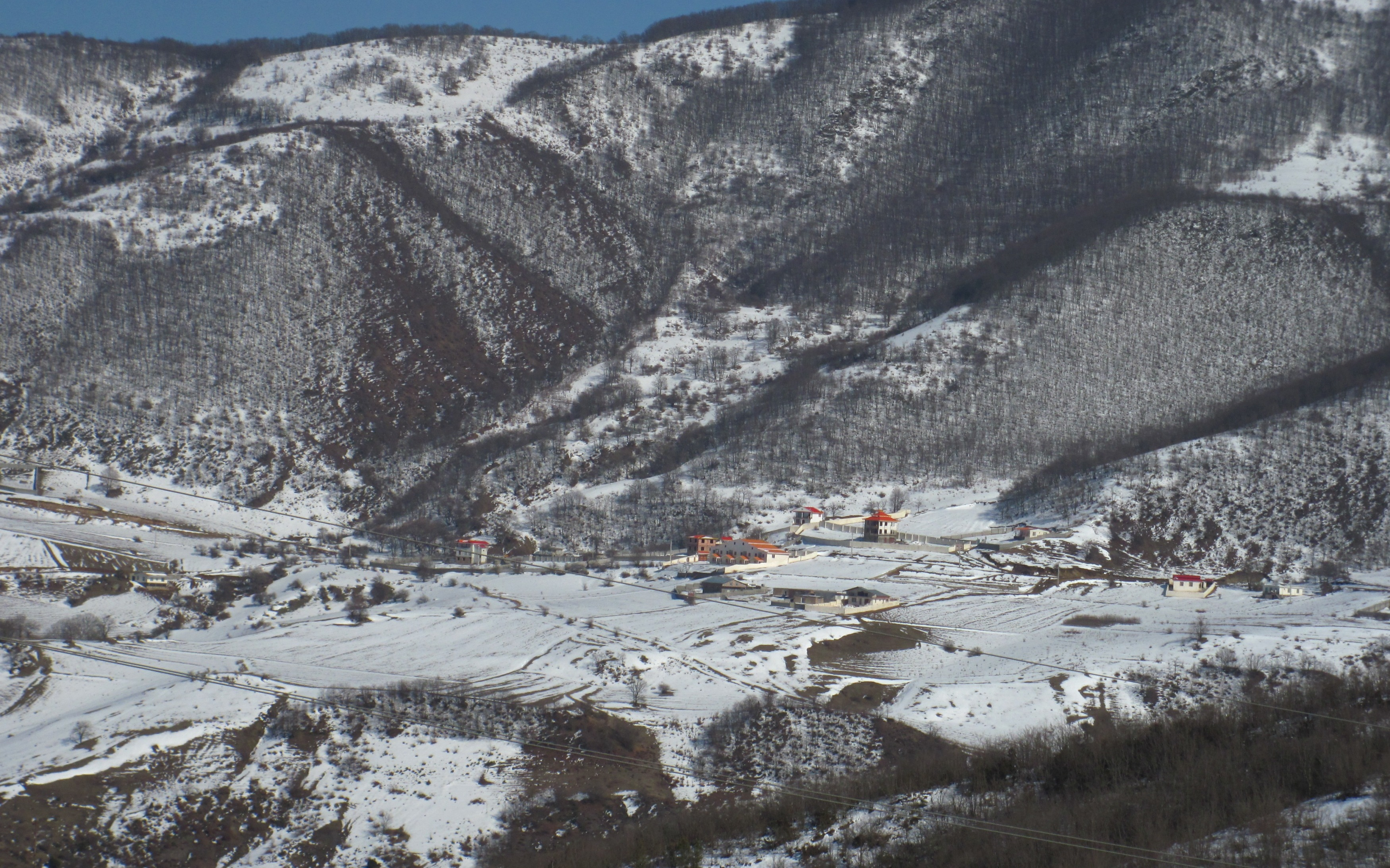
منظره زمستانی روستا.